# Два ключі
«Два ключі» — радянський художній фільм-драма 1930 року, знятий режисером Борисом Міхіним на студії «Востоккіно».

## Сюжет
Картина оповідала про боротьбу працівників радянської торгівлі з приватниками в одному з гірських аулів Дагестану.

## У ролях
- Ілля Мампорія — Гірей, голова правління кооперативу
- Іван Качалов — Банат, інструктор Дагсоюзу
- Темурбулат Бей-Булатов — Захарія
- Т. Калантадзе — Ассіят, дочка Захарії
- Х. Гаджиєв — партійний секретар

## Знімальна група
- Режисер — Борис Міхін
- Сценаристи — Борис Міхін, С. Віткін
- Оператори — Ростислав Лапинський, Костянтин Венц, Іван Тартаковський
- Художник — Абрам Гончарський